# Голоколосов, Александр Николаевич
Александр Николаевич Голоколосов (род. 1 августа 1955, Одесса) — украинский (в прошлом советский) футболист и тренер, который выступал на позиции нападающего. В настоящее время работает тренером в одесском детско-юношеском футбольном клубе «Атлетик».

## Биография
Воспитанник СДЮШОР «Черноморец» (Одесса), первый тренер — Александр Руга. Известный благодаря выступлениям в составе тираспольского «Автомобилиста», николаевский «Судостроитель», львовского «СКА» и целого ряда других советских клубов. В 1990 году играл в клубе второй болгарской лиги «Шумен». Как тренер отличился работой с одесским «Черноморцем», тираспольским «Шерифом», футбольным клубом «Атырау» и другими командами с Украины, из Молдовы и Казахстана. Мастер спорта СССР.

## Достижения
Тренерские достижения
- Чемпион Молдавии: 2001/02[2]
- Серебряный призёр первой лиги чемпионата Украины: 1998/99
- Чемпион Одессы (2): 2015, 2016

Личные достижения
- Мастер спорта СССР

## Семья
- Жена — Татьяна.
- Сын — Голоколосов, Александр Александрович (1976 г.р.). Украинский футболист и селекционер. Известный благодаря выступлениям в составе одесского «Черноморца» и испанского клуба «Альбасете».
- Внук — Голоколосов Даниэль Александрович (2002 г.р.). Занимался в ДЮСШ «Динамо» (Киев)[3].